# Zawieszony parlament
Zawieszony parlament (ang. hung parliament) – pojęcie obecne w tradycji politycznej Wielkiej Brytanii, opisujące parlament, w którym żadna partia nie posiada samodzielnej większości. 
Zawieszone parlamenty powstały w wyniku wyborów m.in. w 1974, 2010 i 2017 roku.
Zgodnie z tradycją polityczną dotychczasowy rząd jako rząd tymczasowy rządzi aż do czasu kiedy zostaje ustalone, kto stworzy nowy. Jednocześnie pierwsza próba uformowania nowego rządu należy do dotychczas rządzącej partii.